# Oxandra martiana
Oxandra martiana (Schltdl.) R.E.Fr. – gatunek rośliny z rodziny flaszowcowatych (Annonaceae Juss.). Występuje endemicznie w Brazylii – w stanach Espírito Santo, Minas Gerais oraz Rio de Janeiro. 

## Morfologia
PokrójZimozielone drzewo dorastające do 20 m wysokości.
LiścieMają eliptyczny kształt. Mierzą 8–13 cm długości oraz 2–3,5 cm szerokości. Blaszka liściowa jest całobrzega o tępym wierzchołku.
OwocePojedyncze, o elipsoidalnym kształcie. Osiągają 12 mm długości i 15 mm szerokości.

## Biologia i ekologia
Rośnie w lasach. Występuje na wysokości do 800 m n.p.m.